# Eva Pfaff
Eva Pfaff (ur. 10 lutego 1961 w Königstein im Taunus) – niemiecka tenisistka, reprezentantka kraju w Fed Cup.

## Kariera tenisowa
Zawodową tenisistką Pfaff była w latach 1980–1993.
W Grze pojedynczej wygrała jeden turniej rangi WTA Tour oraz uczestniczyła w dwóch finałach. W grze podwójnej triumfowała w dziewięciu imprezach WTA Tour oraz osiągnęła jedenaście finałów, w tym finał Australian Open 1982 wspólnie z Claudią Kohde-Kilsch.
W latach 1982–1983, 1988 reprezentowała RFN w Fed Cup, osiągając finały podczas edycji z 1982 i 1983. Bilans Pfaff w turnieju to dziewięć zwycięstw i jedna porażka.
W rankingu gry pojedynczej Pfaff najwyżej była na 17. miejscu (21 listopada 1983), a w klasyfikacji gry podwójnej na 16. pozycji (4 lipca 1988).